# Дарбаза (Сариагаський район)
Дарбаза́ (каз. Дарбаза) — село у складі Сариагаського району Туркестанської області Казахстану. Адміністративний центр Дарбазинського сільського округу.

## Географія
Розташоване за 18 км на північний захід від районного центру і за 130 км на південний захід від обласного центру.

## Населення
Населення — 5238 осіб (2021; 3397 у 2009, 3377 у 1999, 4125 у 1989).

## Історія
Поселення було засноване 1930 року з утворенням колективного господарства, основною діяльністю якого було вівчарство. На його основі в 1990-ті роки було утворено виробничі фермерські господарства.

## Господарство
В кар'єрах поблизу села видобувають в рік до 900 тисяч тонн бентонітової глини і до 100 тисяч тонн будівельного піску. В селі працює середня школа, медичний-амбулаторний пункт. Через Дарбазу проходить автомобільний шлях Монтайтас—Жилга і залізнична лінія Сариагаш—Шимкент.